# Explosions-Polka

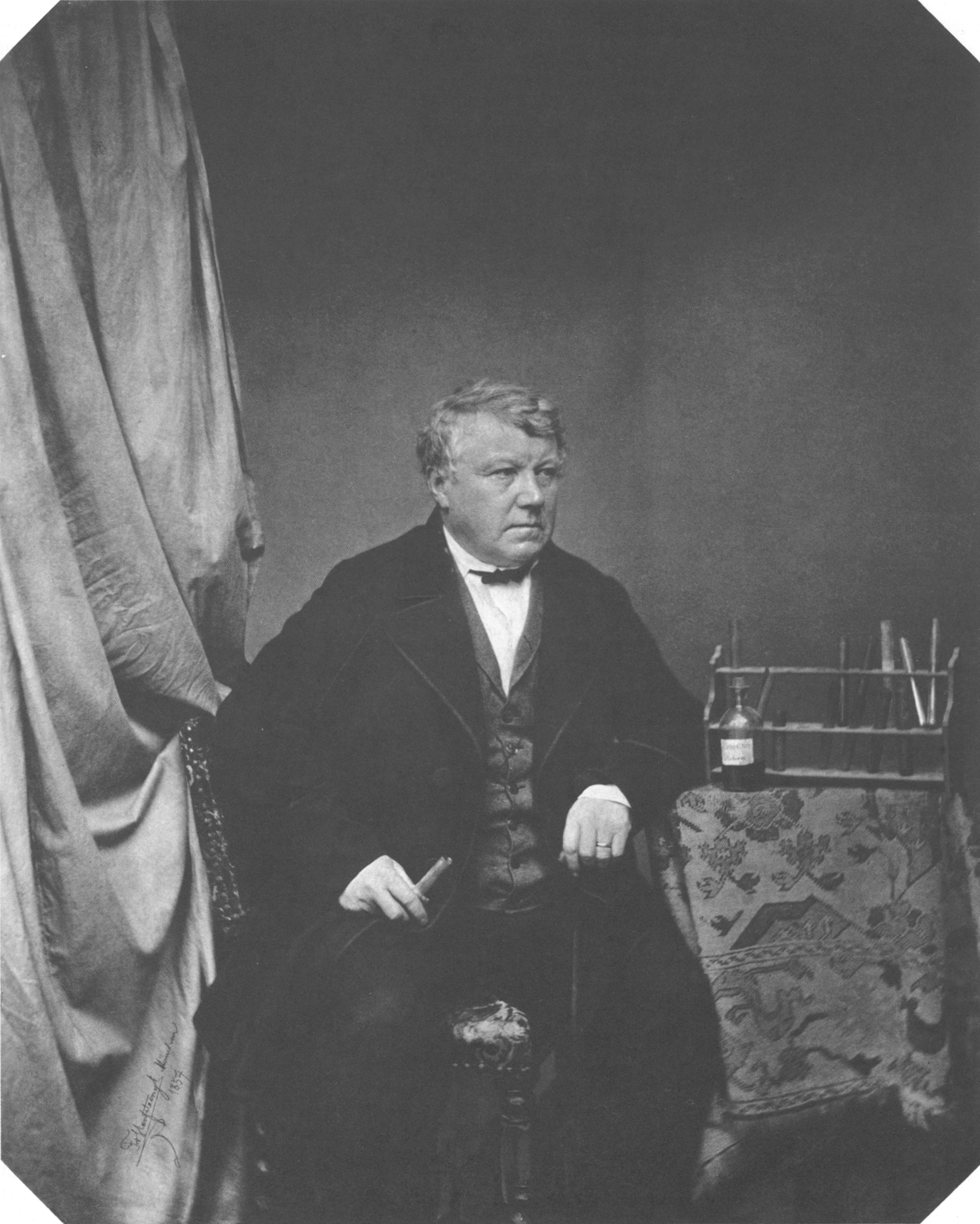
Lo scienziato Christian Friedrich Schönbein.

Explosions-Polka  (Polka delle esplosioni) op.43, è una polka di Johann Strauss II.
Il nome dello scienziato tedesco Christian Friedrich Schönbein (1799-1868) è legato ad una lunga serie di scoperte ed invenzioni che ebbero largo uso soprattutto nel campo militare.
A parte la scoperta dell'Ozono nel 1840, inventò (casualmente) la nitrocellulosa mentre stava asciugando con uno straccio di cotone una miscela di acido nitrico e solforico accidentalmente cadutagli sul pavimento. Successivamente, nel 1846, Schonbein mostrò le caratteristiche della sua invenzione durante una dimostrazione a Magonza.
Poco dopo il professor Kraysky, un fisico dell'accademia imperiale di Vienna, annunciò che tramite un esperimento con il cotone idrofilo e un cavo immerso nella sostanza, era quasi riuscito ad accendere tutte le luci di un lampadario.
La stampa viennese rese noti questi risultati durante l'autunno del 1846 e subito la parola "esplosivo" diventò di moda, soprattutto tra i giovani di Vienna: un attore veniva definito "esplosivo" se interpretava bene la sua parte, mentre un cappello o un abito potevano avere un effetto esplosivo su una bella donna.
Tale fu la moda per la parola che il "Theaterzeitung" fece richiesta che venisse scritto un valzer dal titolo Explodierende Baumwolle (esplosione del cotone idrofilo). Il 9 febbraio 1847 la stampa annunciò: "Johann Strauß jr. ha scritto un nuovo valzer, "Irenen-Tanze", dedicato alla contessa Jenny Zichy. Inoltre, una "Polka dell'esplosione del cotone idrofilo". Splendido!"
Strauß eseguì il suo brano ad un "Lust-Explosionsfest" (Festival delle esplosioni) che si tenne l'8 febbraio 1847 al Josefstadter Theater e successivamente condusse la sua esplosiva polka al Casinò Dommayer di Hietzing e in tutte le sale da ballo viennesi.
Il lavoro fu venduto alla casa editrice "HF Müller" agli inizi del febbraio 1848, come "Explosion-Polka", ed è sotto questo titolo che ha mantenuto la sua popolarità fino ad oggi.